# Tymin
Tymin [pronunciación en polaco: /ˈtɨmin/] es un pueblo ubicado en el distrito administrativo de Gmina Tarnawatka, dentro del Condado de Tomaszów Lubelski, Voivodato de Lublin, en Polonia oriental. Se encuentra aproximadamente a 9 kilómetros al este de Tarnawatka, a 11 kilómetros al noreste de Tomaszów Lubelski, y a 103  kilómetros al sureste de la capital regional Lublin.